# Laticauda saintgironsi
Laticauda saintgironsi je druh mořského hada z čeledi korálovcovití (Elapidae), který se řadí mezi vlnožily (Laticauda). Jedná se o endemita Nové Kaledonie. 

## Systematika
Původně byl považován za tentýž druh jako vlnožil užovkový (Laticauda colubrina), avšak na základě vědecké studie z roku 2006 došlo k jeho vyzdvižení do samostatného rodu. Druhové jméno je připomínkou francouzského herpetologa Huberta Saint Gironse.

## Popis

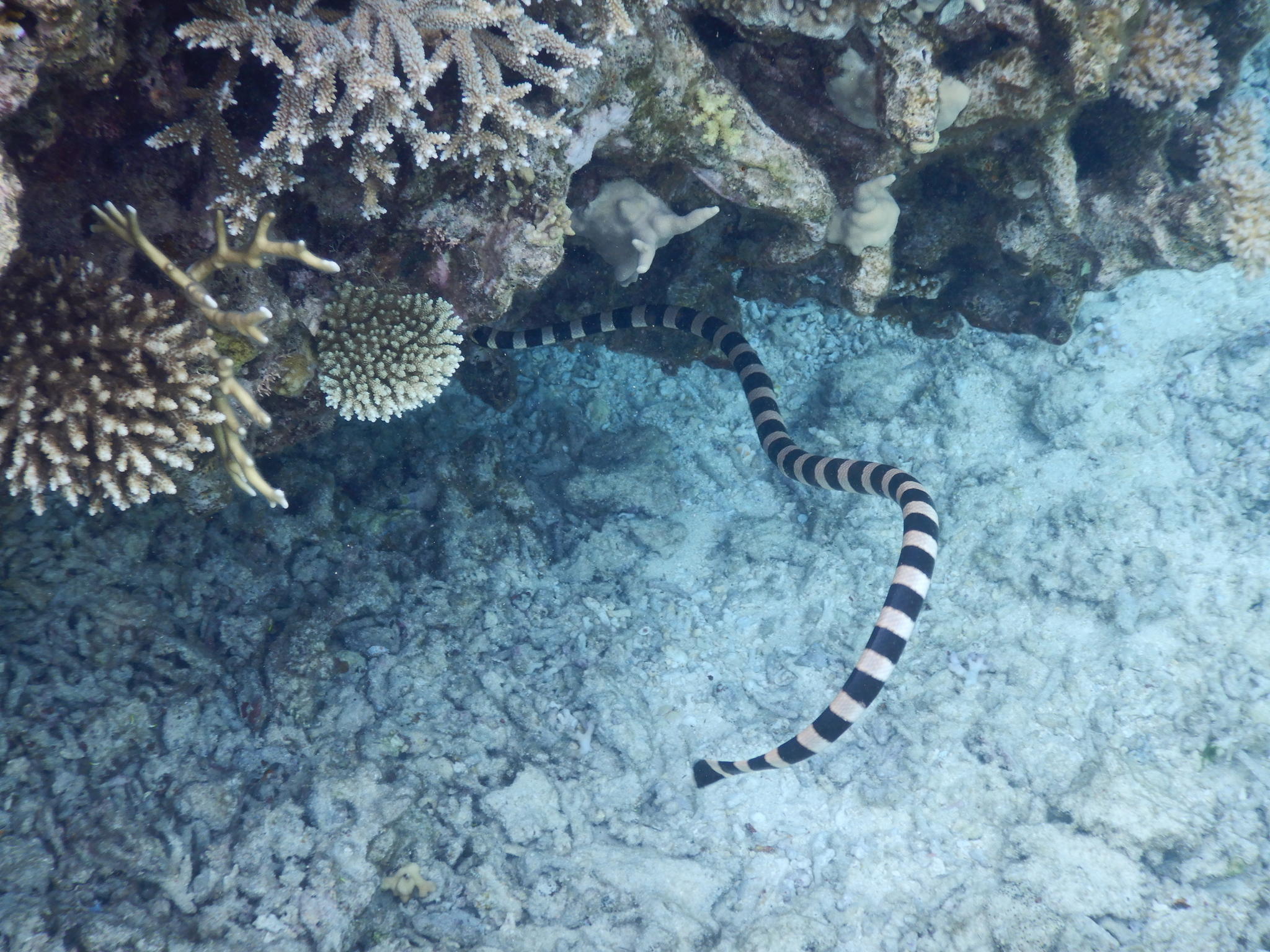
Laticauda saintgironsi na korálovém útesu

Samec dosahuje délky kolem 90 cm, samice maximálně do 130 cm. Váha osciluje mezi 0,25–0,7 kg. Svrchní strana těla je rezavá, spodní strana je krémově bílá. Celé tělo pokrývají příčné černé či tmavě hnědé pásky, kterých bývá 25–39. Tento druh vlnožila se velmi podobá některým jiným vlnožilům. Od vlnožila ploského (L. laticaudata) a L. crockeri jej lze rozlišit pomocí žlutého horního rtu, který je u zmíněných dvou vlnožilů černý či tmavě hnědý. Od vlnožila velkého (L. semifasciata) a L. schistorhyncha se zase liší bledším horním rtem a neděleným rostrálním (čenichovým) štítkem. Zmíněné dva druhy totiž mají horní ret hnědý a rostrální štítek je rozdělen. Oproti vlnožilovi užovkovému (L. colubrina) je menší, má hnědší tělovou barvu těla a tmavé pásky se na břišní straně zužují nebo vůbec nespojují.

## Výskyt
Vyskytuje se pouze v mořích v okolí Nové Kaledonie včetně ostrovů Loyalty. Existuje i jeden záznam výskytu z Nového Zélandu z roku 1925, nicméně není jasné, jak se tam druh dostal.

## Biologie a chování

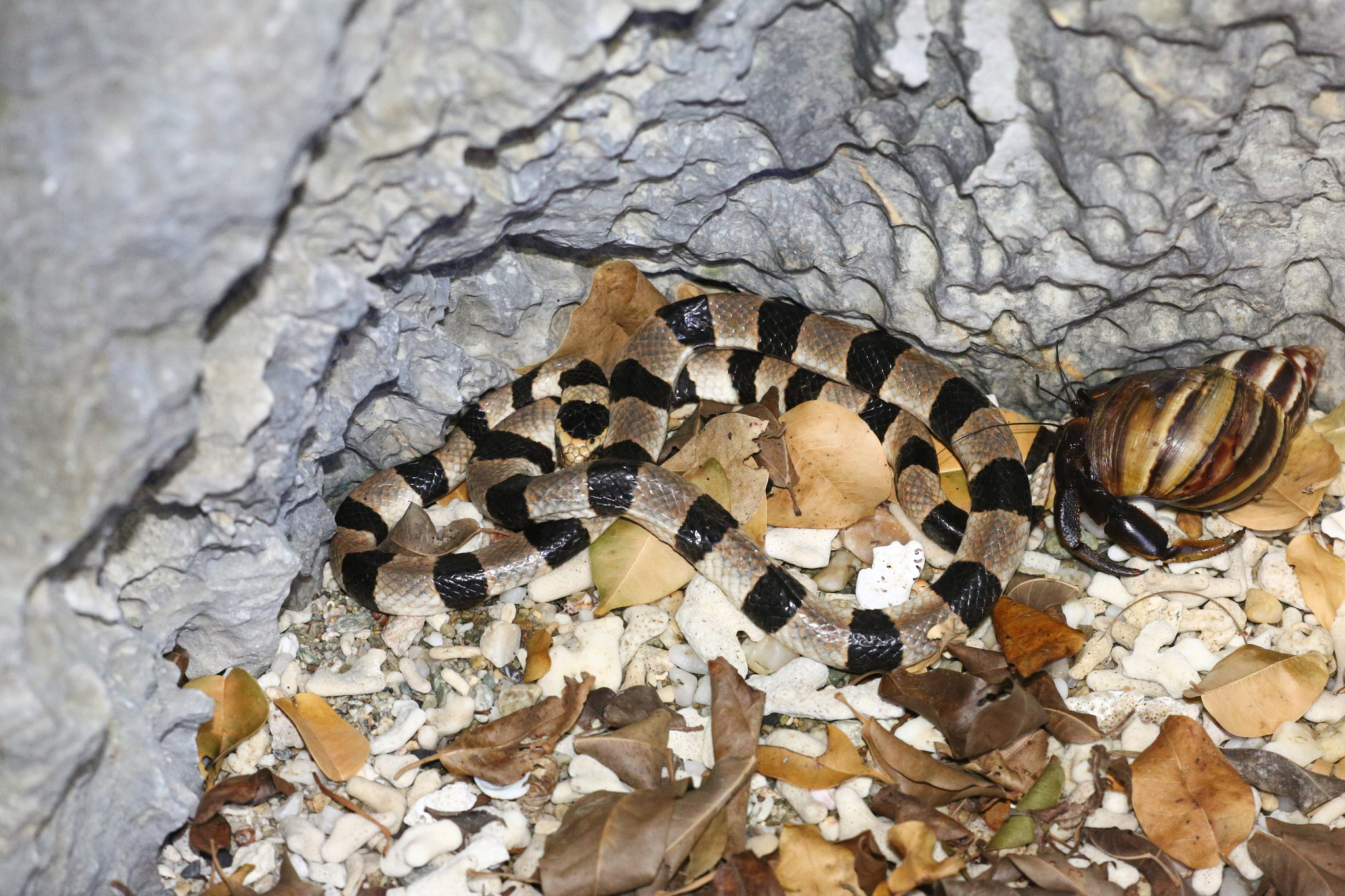
Laticauda saintgironsi pod balvanem

Jedná se o semi-akvatického nočního živočicha, který tráví život v moři i na souši. Typické stanoviště druhu utváří korálové útesy, pobřežní vegetace a skalnaté pobřeží, kde nachází úkryty pod balvany a ve skalních škvírách. Potravu shání v mělkých pobřežních vodách, avšak může se potopit až do 80m hloubek. Může zalézat i poměrně daleko do vnitrozemí až do nadmořské výšky 100 m a nezřídka šplhá i po stromech. Občas se vyskytuje ve skupinách o 30 a více jedincích a v lagunách menších korálových ostrůvků lze napočítat i stovky jedinců.
Živí se hlavně holobřichými rybami. Podle studie potravních návyků Laticauda saintgironsi tvořila dominantní potravní složku druhu muréna sumaterská (Gymnothorax chilospilus), která představovala kolem 46 % jeho potravy. Jsou vejcorodí. Samice od prosince do února klade snůšky o velikosti 1–8 vajec do skalních škvír v litorální zóně. Mláďata se klubou asi 4 a půl měsíce později při dosažení délky kolem 35 cm a váhy 14 g. Pohlavní dospělost nastává ve stáří 1,5–2,5 roku.
Je vybaven silným neurotoxickým jedem, avšak vzhledem k velmi plaché povaze druhu je nepravděpodobné, že by člověka uštknul. K uštknutí může dojít jen v případě sebeobrany, například pokud člověk hada omylem chytne do ruky.